# Орта (квартал в Байрампаша)
„Орта“ (на турски: Orta) е квартал на Истанбул, разположен в околия Байрампаша. Общата му площ е 0,81 км2. Според данни на Адресната система за регистриране на населението (ABPRS) към 2023 г. населението на „Орта“ е 15 037 жители.